# هم‌اندیشی بینامتنی
هم‌اندیشی بینامتنی یا هم‌اندیشی متن محور نوعی مطالعه بینامتنی و بین رشته ای در بین ادیان مختلف است. و نوعی تجربه در حال تکامل است که از طریق آن یهودیان و مسیحیان و مسلمانان و گاهی صاحبان دیگر ادیان ابراهیمی، با یکدیگر ملاقات می کنند تا مشترکاً به مطالعه متن مقدس خویش بپردازند و به کاوش راههایی بپردازند که این مطالعات می‌تواند به درک و پاسخ دادن به مشکلات عصر حاضر کمک کند.
این روش در ابتدا توسط الاهیدانان و فیلسوفان دینی ابداع شد، اما اکنون، به خارج دوایر دانشگاهی منتشر شده است.

## روش
هم‌اندیشی بینامتنی، مشارکت کنندگان از ادیان مختلف را دعوت می کند در جلسات مداوم، در گروههای کوچک، به خواندن و بحث کردن در مورد فرازهای متن مقدس خویش اقدام کنند.(مثل تنخ، کتاب مقدس، قرآن) این متون می‌تواند در ارتباط با موضوعات مشترک مثل شخصیت ابراهیم باشد. مشارکت کنندگان محتوای متن را کاوش می کنند تا قرائت سنتی خود از آن را با قرائتی که می‌تواند پاسخ مناسبی به مسائل روز ارائه کند، در یابند.
از این رو هر مشارکت کننده، از هر دینی، باید:
- قرائت خود، از متن مقدس دین خویش را با دیگران مطرح کند.
- با دیگران در تلاششان برای درک متن مقدس از دید دین خودش، همکاری کند و
- در مقابل، تلاش کند، متون مقدس را از دیدگاه خود آن ادیان درک کند.

هم‌اندیشی بینامتنی، گاهی "خیمه اجتماع"(اشاره به واژه ای در کتاب مقدس در فصل ۱۸ سفر پیدایش به معنی خانه(عبری משׁכן ،عربی مسکن) نیز نامیده می شود.